# Inégalité de Minkowski
En mathématiques, l'inégalité de Minkowski, ainsi nommée en l'honneur de Hermann Minkowski, est l'inégalité triangulaire pour la norme des espaces Lp pour p ≥ 1, établissant ainsi que ce sont des espaces vectoriels normés.
Elle concerne en particulier la norme des espaces de suites ℓp.

## Énoncé
Soient {\displaystyle (X,{\mathcal {A}},\mu )} un espace mesuré, {\displaystyle p\in [1,+\infty [} et deux fonctions {\displaystyle f,g\in L^{p}(X)}. Alors
c'est-à-dire
De plus, pour {\displaystyle p>1}, il y a égalité si et seulement si {\displaystyle f} et {\displaystyle g} sont positivement liées presque partout (p.p.), c'est-à-dire si {\displaystyle f=0} p.p. ou s'il existe un réel {\displaystyle \lambda \geq 0} tel que {\displaystyle g=\lambda f} p.p.

## Cas particuliers
À l'instar des inégalités de Hölder, les inégalités de Minkowski se vérifient dans le cas particulier de vecteurs dans ℝn (ou ℂn) et même de séries (n = ∞) :
{\displaystyle \left(\sum _{k=1}^{n}|x_{k}+y_{k}|^{p}\right)^{1/p}\leq \left(\sum _{k=1}^{n}|x_{k}|^{p}\right)^{1/p}+\left(\sum _{k=1}^{n}|y_{k}|^{p}\right)^{1/p}.}
Ces inégalités se déduisent de la précédente en utilisant la mesure de comptage.

## Inégalité intégrale de Minkowski
Soient {\displaystyle (X,{\mathcal {A}},\mu )} et {\displaystyle (Y,{\mathcal {B}},\nu )} deux espaces mesurés σ-finis et {\displaystyle F} une fonction mesurable positive sur leur produit. Alors, pour tout p ∈ [1,+∞[,, :
{\displaystyle \left(\int _{X}\left(\int _{Y}F(x,y)\,\mathrm {d} \nu (y)\right)^{p}\,\mathrm {d} \mu (x)\right)^{\frac {1}{p}}\leq \int _{Y}\left(\int _{X}F(x,y)^{p}\,\mathrm {d} \mu (x)\right)^{\frac {1}{p}}\,\mathrm {d} \nu (y).}
Dans le cas où {\displaystyle Y} est une paire et {\displaystyle \nu } la mesure de comptage, l'hypothèse de σ-finitude pour {\displaystyle \mu } est superflue et l'on retrouve l'énoncé précédent.
Dans le cas où p > 1, il y a égalité (si et) seulement s'il existe {\displaystyle \varphi ,\psi } mesurables positives (sur {\displaystyle X} et {\displaystyle Y} respectivement) telles que F(x,y) = φ(x)ψ(y) p.p. pour la mesure produit.